# Ménil-Hubert-sur-Orne
Ménil-Hubert-sur-Orne är en kommun i departementet Orne i regionen Normandie i nordvästra Frankrike. Kommunen ligger i kantonen Athis-de-l'Orne som tillhör arrondissementet Argentan. År 2022 hade Ménil-Hubert-sur-Orne 487 invånare.

## Befolkningsutveckling
Antalet invånare i kommunen Ménil-Hubert-sur-Orne
| Referens: INSEE |